# Diocesi di Mascula
La diocesi di Mascula (in latino Dioecesis Masculitana) è una sede soppressa e sede titolare della Chiesa cattolica.

## Storia
Mascula, identificabile con Khenchela nell'odierna Algeria, è un'antica sede episcopale della provincia romana di Numidia.
Il Martirologio Romano, alla data del 29 marzo, ricorda sant'Archinimo, originario di Mascula, che subì il martirio assieme ad altri compagni all'epoca del re vandalico Genserico. Gli stessi sono ricordati da Vittore di Vita nella sua storia delle persecuzioni dei Vandali.
Diversi sono i vescovi documentati di quest'antica diocesi africana. Claro partecipò al concilio di Cartagine convocato il 1º settembre 256 da san Cipriano per discutere della questione relativa alla validità del battesimo amministrato dagli eretici, e figura al 79º posto nelle Sententiae episcoporum.
Donato era presente al concilio di Cirta il 5 marzo 305, dove fu accusato di aver bruciato i libri sacri durante la persecuzione del 303. Questi fatti sono raccontati da Ottato nel suo De schismate donatistarum.
Alla conferenza di Cartagine del 411, che vide riuniti assieme i vescovi cattolici e donatisti dell'Africa romana, presero parte il cattolico Malco e il donatista Vitale. Quest'ultimo era un ex diacono cattolico, ribattezzato e consacrato prete nella fede donatista; la sua ordinazione episcopale fu prorogata, perché inizialmente era stato accusato di adulterio. A Vitale è anche attribuita un'epigrafe scoperta nei pressi di Mascula. Molto probabilmente Malco è da identificare con l'omonimo vescovo, indicato senza la sede di appartenenza nelle sottoscrizioni del concilio antipelagiano celebrato a Milevi nel 416.
Il nome di Ianuariano figura al 94º posto nella lista dei vescovi della Numidia convocati a Cartagine dal re vandalo Unerico nel 484; Ianuariano, come tutti gli altri vescovi cattolici africani, fu condannato all'esilio. Il vescovo Ianuario prese parte al concilio cartaginese del 525; essendo troppo vecchio non poté firmare gli atti, che furono sottoscritti al suo posto da Gennario di Vegesela di Numidia. Quest'ultima indicazione porta Mandouze a sostenere che il vescovo Ianuariano del 484 sia lo stesso Ianuario del 525.
Dal 1933 Mascula è annoverata tra le sedi vescovili titolari della Chiesa cattolica; dal 18 luglio 2007 il vescovo titolare è Gaetano Galbusera Fumagalli, S.D.B., già vicario apostolico di Pucallpa.

## Cronotassi

### Vescovi residenti
- Claro † (menzionato nel 256)
  - Donato † (prima del 303 - dopo il 305) (vescovo donatista)
- Malco † (prima del 411 - dopo il 416 ?)
  - Vitale † (menzionato nel 411) (vescovo donatista)
- Ianuariano † (menzionato nel 484)
- Ianuario † (menzionato nel 525)

### Vescovi titolari
- Claude-Philippe Bayet, M.E.P. † (13 agosto 1969 - 22 dicembre 1970 dimesso)
- Anthony Olubunmi Okogie (5 giugno 1971 - 13 aprile 1973 nominato arcivescovo di Lagos)
- Francis Anani Kofi Lodonu (17 maggio 1973 - 10 aprile 1976 nominato vescovo di Keta-Ho)
- Jan Bernard Szlaga † (13 giugno 1988 - 25 marzo 1992 nominato vescovo di Pelplin)
- Vincent Michael Concessao (3 febbraio 1995 - 5 novembre 1998 nominato arcivescovo di Agra)
- Gaetano Galbusera Fumagalli, S.D.B., dal 18 luglio 2007